# Ормос Прину
Ормос Прину или Скала Прину (грч. Όρμος Πρίνου) је приморско насељено место на острву  Тасос у периферији Источна Македонија и Тракија, Грчка. Према попису из 2021. године било је 52 становника.
Насеље се први пут помиње на попису из 1920. године са 14 становника и служи као пристаниште за Принос и друга мања места у околини. Друга је лука на острву која бродом повезује Тасос са Кавалом..